# Conrad Nagel
John Conrad Nagel (ur. 16 marca 1897 w Keokuk, zm. 24 lutego 1970 w Nowym Jorku) – amerykański aktor filmowy i telewizyjny. Był także członkiem założycielem Amerykańskiej Akademii Sztuki i Wiedzy Filmowej (AMPAS).
W połowie lat 20. XX w., gdy przemysł filmowy zaczął się rozwijać na Zachodnim Wybrzeżu, producent Louis B. Mayer, szef Metro-Goldwyn-Mayer postanowił stworzyć grupę, która służyłaby potrzebom producentów filmowych i rozwiązywałaby spory. W 1927 Mayer spotkał się z Fredem Beetsonem, sekretarzem Motion Picture Producers and Distributors of America oraz prezesem Central Casting, aktorem Conradem Nagelem i reżyserem Fredem Niblo, aby położyć podwaliny pod wymyśloną przez siebie organizację. Z tego spotkania powstała Amerykańska Akademia Sztuki i Wiedzy Filmowej przyznająca Oscary.

## Filmografia
seriale
- 1947: Kraft Television Theatre
- 1954: Climax! jako Pan Diamond
- 1959: Mr. Lucky jako Julius Rutherford-Shank
- 1961: Doktor Kildare sezon 4 odcinek 30
- 1962: Strzały w Dodge City sezon 7 odcinek 33

film
- 1918: Małe kobietki jako Laurie Laurence
- 1923: Bella Donna jako Nigel Armine
- 1925: Rewia piękności jako wymarzony kochanek
- 1925: The Only Thing jako Harry Vane, książę Chevenix
- 1926: Czarujący grzesznik jako Dominique Prad
- 1927: Londyn po północy jako Arthur Hibbs
- 1928: Sławetna Betsy jako Jérôme Bonaparte
- 1928: Żar miłości jako kapitan Karl von Raden
- 1928: Strach jako narrator
- 1929: Pocałunek jako  André Dubail
- 1929: Hollywood Revue jako on sam
- 1929: Dynamit jako Roger Towne
- 1930: Rozwódka jako Paul
- 1931: Zła siostra jako doktor Dick Lindley
- 1931: Bunt młodości jako Robert Carlyle
- 1940: Milion lat przed naszą erą jako antropolog / narrator
- 1955: Wszystko, na co niebo zezwala jako Harvey
- 1961: Westinghouse Presents: The Dispossessed jako Generał Crook

## Wyróżnienia
Posiada trzy gwiazdy na Hollywoodzkiej Alei Gwiazd.